# قائمة حكام ألمانيا المحتلة

المناطق المحتلة من الحلفاء في ألمانيا 1945-1949. تظهر المناطق الواقعة شرق خط أودر-نايسه (تحت الإدارة البولندية والسوفيتية)، بالإضافة إلى محمية سار المنفصلة (تحت الحماية الفرنسية) باللون الكريمي. كانت بريمن حبيسة أمريكية داخل المنطقة البريطانية. برلين كانت منطقة ذات أربع قوى داخل المنطقة السوفيتية.

تسرد هذه المقالة حكام ألمانيا المحتلة من الحلفاء من نهاية الحرب العالمية الثانية في أوروبا عام 1945 حتى إنشاء ألمانيا الغربية، رسمياً جمهورية ألمانيا الاتحادية (بالألمانية: Bundesrepublik Deutschland) وألمانيا الشرقية، رسمياً جمهورية ألمانيا الديمقراطية (بالألمانية: Deutsche Demokratische Republik) في عام 1949.

## شاغلو المناصب

### المنطقة الأمريكية
الحكام العسكريون
| No. | الصورة                     | الحاكم                                | Took office    | Left office    | Time in office    | Defence branch                 |
| --- | -------------------------- | ------------------------------------- | -------------- | -------------- | ----------------- | ------------------------------ |
| 1   | دوايت أيزنهاور             | قائد الجيش دوايت أيزنهاور (1890–1969) | 8 مايو 1945    | 10 نوفمبر 1945 | 186 أيام          | القوات البرية للولايات المتحدة |
| –   | جورج باتون                 | الجنرال جورج باتون (1885–1945) Acting | 11 نوفمبر 1945 | 25 نوفمبر 1945 | 14 أيام           | القوات البرية للولايات المتحدة |
| 2   | جوزيف ماكنارني [لغات أخرى]‏ | الجنرال جوزيف ماكنارني ‏ (1893–1972)   | 26 نوفمبر 1945 | 5 يناير 1947   | 1 سنة و40 أيام    | القوات الجوية الأمريكية        |
| 3   | لوسيوس د. كلاي             | الجنرال لوسيوس د. كلاي (1898–1978)    | 6 يناير 1947   | 14 مايو 1949   | 2 سنوات و128 أيام | القوات البرية للولايات المتحدة |
| –   | كلارنس هوبنر [لغات أخرى]‏   | الفريق كلارنس هوبنر ‏ (1888–1972)      | 15 مايو 1949   | 21 سبتمبر 1949 | 129 أيام          | القوات البرية للولايات المتحدة |

المفوضون الساميون
| No. | الصورة                  | المفوض السامي                | Took office    | Left office    | Time in office    |
| --- | ----------------------- | ---------------------------- | -------------- | -------------- | ----------------- |
| 1   | جون جاي ماكلوي          | جون جاي ماكلوي (1895–1989)   | 21 سبتمبر 1949 | 1 أغسطس 1952   | 2 سنوات و315 أيام |
| 2   | والتر جاي دونيلي        | والتر جاي دونيلي (1896–1970) | 1 أغسطس 1952   | 11 ديسمبر 1952 | 132 أيام          |
| –   | صموئيل ريبر [لغات أخرى]‏ | صموئيل ريبر ‏ (1903–1971)     | 11 ديسمبر 1952 | 10 فبراير 1953 | 61 أيام           |
| 3   | جيمس كونانت             | جيمس كونانت (1893–1978)      | 10 فبراير 1953 | 5 مايو 1955    | 2 سنوات و84 أيام  |

### المنطقة البريطانية
الحكام العسكريون
| No. | الصورة                     | الحاكم                              | Took office   | Left office    | Time in office  | Defence branch   |
| --- | -------------------------- | ----------------------------------- | ------------- | -------------- | --------------- | ---------------- |
| 1   | برنارد مونتغمري            | المشير برنارد مونتغمري (1887–1976)  | 22 مايو 1945  | 30 أبريل 1946  | 343 أيام        | الجيش البريطاني  |
| 2   | شولتو دوغلاس [لغات أخرى]‏   | مارشال جو شولتو دوغلاس ‏ (1893–1969) | 1 مايو 1946   | 31 أكتوبر 1947 | 1 سنة و183 أيام | سلاح الجو الملكي |
| 3   | بريان روبرتسون [لغات أخرى]‏ | الجنرال بريان روبرتسون ‏ (1896–1974) | 1 نوفمبر 1947 | 21 سبتمبر 1949 | 1 سنة و324 أيام | الجيش البريطاني  |

المفوضون الساميون
| No. | الصورة                       | المفوض السامي                       | Took office    | Left office    | Time in office   | Defence branch  |
| --- | ---------------------------- | ----------------------------------- | -------------- | -------------- | ---------------- | --------------- |
| 1   | بريان روبرتسون [لغات أخرى]‏   | الجنرال بريان روبرتسون ‏ (1896–1974) | 21 سبتمبر 1949 | 24 يونيو 1950  | 276 أيام         | الجيش البريطاني |
| 2   | إيفون كيركباتريك [لغات أخرى]‏ | إيفون كيركباتريك ‏ (1897–1964)       | 24 يونيو 1950  | 29 سبتمبر 1953 | 3 سنوات و97 أيام |                 |
| 3   | فريدريك ميلار [لغات أخرى]‏    | فريدريك ميلار ‏ (1900–1989)          | 29 سبتمبر 1953 | 5 مايو 1955    | 1 سنة و218 أيام  | none            |

### المنطقة الفرنسية
القائد العسكري
| No. | الصورة                             | القائد                                      | Took office | Left office | Time in office | Defence branch         |
| --- | ---------------------------------- | ------------------------------------------- | ----------- | ----------- | -------------- | ---------------------- |
| 1   | جان دو لاتر دو تاسينيي [لغات أخرى]‏ | الجنرال جان دو لاتر دو تاسينيي ‏ (1889–1952) | 8 مايو 1945 | يوليو 1945  | 1 شهر          | القوات البرية الفرنسية |

الحاكم العسكري
| No. | الصورة          | الحاكم                              | Took office | Left office    | Time in office  | Defence branch         |
| --- | --------------- | ----------------------------------- | ----------- | -------------- | --------------- | ---------------------- |
| 1   | ماري-بيير كونيغ | الجنرال ماري-بيير كونيغ (1898–1970) | يوليو 1945  | 21 سبتمبر 1949 | 4 سنوات و2 شهور | القوات البرية الفرنسية |

المفوض السامي
| No. | الصورة                            | المفوض السامي                      | Took office    | Left office | Time in office    |
| --- | --------------------------------- | ---------------------------------- | -------------- | ----------- | ----------------- |
| 1   | أندريه فرانسوا بونسيت [لغات أخرى]‏ | أندريه فرانسوا بونسيت ‏ (1887–1978) | 21 سبتمبر 1949 | 5 مايو 1955 | 5 سنوات و226 أيام |

### المنطقة السوفيتية
القادة العسكريون
| No.                 | الصورة                                                                                                 | القائد     | Took office  | Left office | Time in office       | Defence branch |
| ------------------- | --- | ---------- | ------------ | ----------- | -------------------- | -------------- |
| غيورغي جوكوف        | مارشال الاتحاد السوفيتي غيورغي جوكوف (1896–1974) قائد الجبهة البيلاروسية الأولى (في براندنبورغ وبرلين) | أبريل 1945 | 9 يونيو 1945 | 2 شهور      | جيش الاتحاد السوفيتي |                |
| قنسطنطين روكوسوفسكي | مارشال الاتحاد السوفيتي قنسطنطين روكوسوفسكي (1896–1968) قائد الجبهة البيلاروسية الثانية (في مكلنبورغ)  | أبريل 1945 | 9 يونيو 1945 | 2 شهور      | جيش الاتحاد السوفيتي |                |
| إيفان كونيف         | مارشال الاتحاد السوفيتي إيفان كونيف (1897–1973) قائد جبهة أوكرانية أولى (في ساكسونيا)                  | أبريل 1945 | 9 يونيو 1945 | 2 شهور      | جيش الاتحاد السوفيتي |                |

كبار مديري الإدارة العسكرية السوفيتية
| No. | الصورة            | مدير العمليات                                         | Took office   | Left office    | Time in office    | Defence branch       |
| --- | ----------------- | ----------------------------------------------------- | ------------- | -------------- | ----------------- | -------------------- |
| 1   | غيورغي جوكوف      | مارشال الاتحاد السوفيتي غيورغي جوكوف (1896–1974)      | 9 يونيو 1945  | 10 أبريل 1946  | 305 أيام          | جيش الاتحاد السوفيتي |
| 2   | فاسيلي سوكولوفسكي | مارشال الاتحاد السوفيتي فاسيلي سوكولوفسكي (1897–1968) | 10 أبريل 1946 | 29 مارس 1949   | 2 سنوات و353 أيام | جيش الاتحاد السوفيتي |
| 3   | فاسيلي تشويكوف    | الجنرال فاسيلي تشويكوف (1900–1982)                    | 29 مارس 1949  | 10 أكتوبر 1949 | 195 أيام          | جيش الاتحاد السوفيتي |

رئيس لجنة الرقابة السوفيتية
| No. | الصورة         | الرئيس                             | Took office    | Left office  | Time in office    | Defence branch       |
| --- | -------------- | ---------------------------------- | -------------- | ------------ | ----------------- | -------------------- |
| 1   | فاسيلي تشويكوف | الجنرال فاسيلي تشويكوف (1900–1982) | 10 أكتوبر 1949 | 28 مايو 1953 | 3 سنوات و230 أيام | جيش الاتحاد السوفيتي |

المفوضون الساميون
| No. | الصورة                        | المفوض السامي                  | Took office   | Left office    | Time in office |
| --- | ----------------------------- | ------------------------------ | ------------- | -------------- | -------------- |
| 1   | فلاديمير سيميونوف [لغات أخرى]‏ | فلاديمير سيميونوف ‏ (1911–1992) | 28 مايو 1953  | 16 يوليو 1954  | 1 سنة و49 أيام |
| 2   | غيورغي بوشكين [لغات أخرى]‏     | غيورغي بوشكين ‏ (1909–1963)     | 16 يوليو 1954 | 20 سبتمبر 1955 | 1 سنة و66 أيام |